# San Cristóbal de Cuéllar
San Cristóbal de Cuéllar – gmina w Hiszpanii, w prowincji Segowia, w Kastylii i León, o powierzchni 14,76 km². W 2011 roku gmina liczyła 187 mieszkańców.